# Margherita di Prussia
Margherita Beatrice Feodora di Prussia (Potsdam, 22 aprile 1872 – Kronberg im Taunus, 22 gennaio 1954) è stata una principessa prussiana, per matrimonio Langravia d'Assia-Kassel e (per alcuni mesi del 1918) Regina di Finlandia.

## Biografia

### Giovinezza

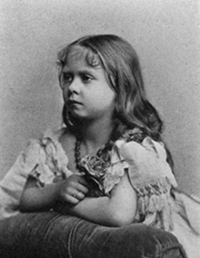
Margherita fotografata in tenera età negli anni '80 del XIX secolo

Era l'ultima figlia del re di Prussia Federico III, imperatore tedesco, e di sua moglie, la principessa Vittoria di Sassonia-Coburgo-Gotha, figlia della regina Vittoria del Regno Unito. Al momento della sua nascita, la sua testa era coperta da corti capelli, simili al muschio, da cui acquisì il soprannome di "Mossy". Il suo padrino fu l'imperatore Pietro II del Brasile e la madrina la regina Margherita di Savoia, da cui prese il nome.
La principessa Margherita crebbe in mezzo a privilegi e formalità. Come due delle sue sorelle, la principessa Vittoria e la principessa Sofia, Margherita era profondamente legata ai suoi genitori, formando un gruppo antagonista a quello dei suoi fratelli più grandi, Guglielmo II, la principessa Carlotta e il principe Enrico.
Suo padre fu Re di Prussia e Imperatore tedesco soltanto per novantanove giorni e morì di cancro alla laringe quando Margherita aveva sedici anni.
Rimase vicino a sua madre dopo la morte di suo padre ed è stata considerata come la più popolare tra le sorelle dell'imperatore Guglielmo II, riuscendo a mantenere buoni rapporti con numerosi componenti della famiglia.

### Matrimonio

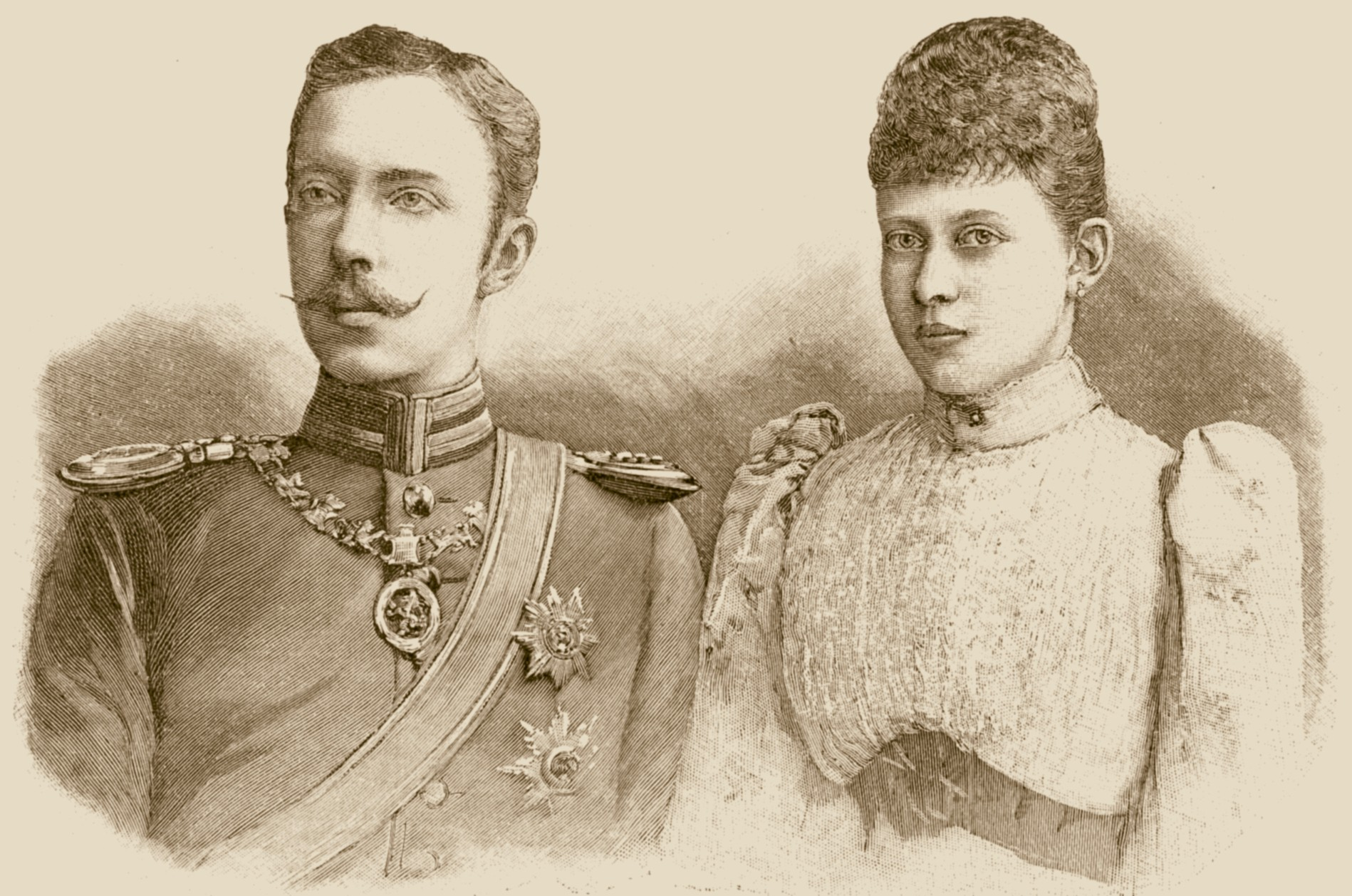
La principessa Margherita di Prussia con il langravio Federico Carlo d'Assia-Kassel in una litografia d'epoca

Margherita era attratta da Massimiliano di Baden, ma quando si accorse che lui non ricambiava il suo affetto, rivolse le sue attenzioni a Federico Carlo d'Assia-Kassel, un caro amico di Massimiliano, figlio del langravio Federico Guglielmo d'Assia-Kassel e della principessa Anna di Prussia.
Le nozze vennero celebrate il 25 gennaio 1893, a Berlino. Erano lontani parenti, in quanto sua madre era una principessa prussiana. Il matrimonio fu molto felice. 
|
Margherita aveva una personalità forte. Nel 1901, la principessa Margherita, con la morte di sua madre, ereditò il castello di Friedrichshof che divenne la residenza ufficiale durante i primi anni di matrimonio.
Margherita sarebbe potuta divenire regina di Danimarca: il padre di suo marito infatti era stato pretendente al trono di Cristiano VIII di Danimarca. Alla fine però Federico Guglielmo rinunciò a favore di Luisa d'Assia-Kassel, moglie di Cristiano di Schleswig-Holstein-Sonderburg-Glücksburg, salito al trono danese nel 1863 come Cristiano IX di Danimarca.

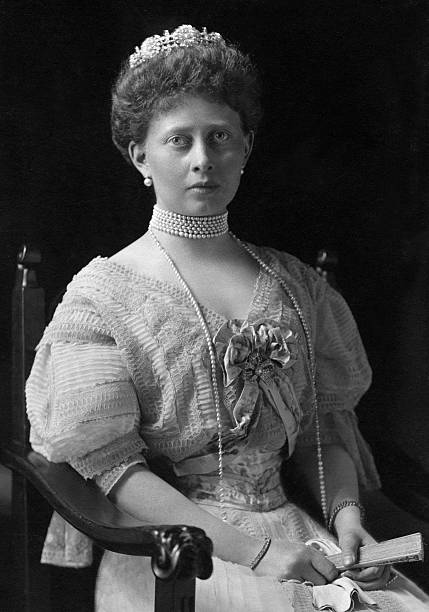
Margherita di Prussia, regina di Finlandia, nel 1905

Federico Carlo venne invece eletto il 9 ottobre 1918, col nome di Carlo I, Re di Finlandia, che si era proclamata indipendente dalla Russia l'anno prima.

### Tragedie familiari

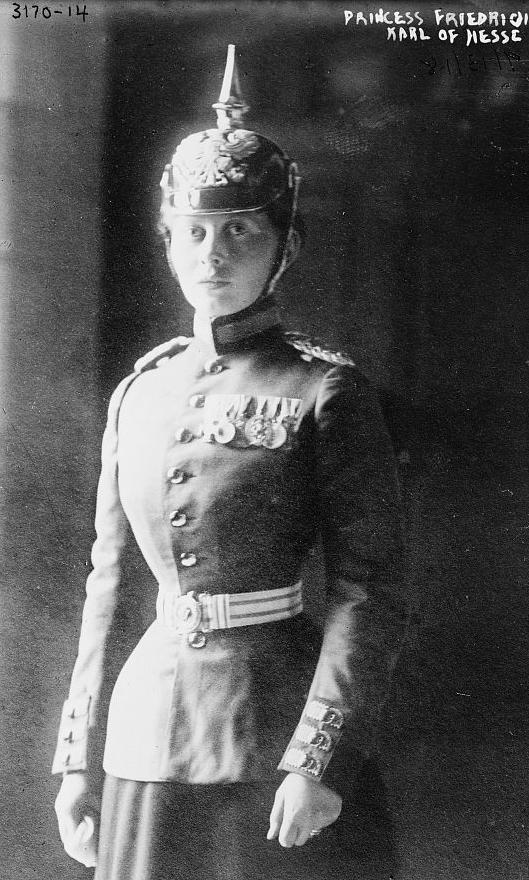
Mossy d'Assia fotografata in uniforme

I figli maggiori di Margherita, Federico Guglielmo e Massimiliano, morirono in azione durante la prima guerra mondiale.
Due altri figli, Filippo e Cristoforo, aderirono al nazismo, con la speranza che Hitler avrebbe un giorno potuto restaurare la monarchia tedesca. Filippo sposò la principessa Mafalda, figlia del re Vittorio Emanuele III d'Italia. A causa delle sue strette relazioni con il re d'Italia, Filippo fu cooptato nel 1939 tra gli assistenti personali di Hitler, dal momento che avrebbe potuto essere un utile canale di comunicazione tra la Germania e l'Italia. Quando si rese conto della realtà del nazismo, cercò di dare le dimissioni, ma non fu in grado di farlo. Usò la sua posizione e il suo denaro per fornire passaporti per gli ebrei e li aiutò a fuggire in Olanda. Pubblicamente, continuò ad adempiere alle sue funzioni e di tanto in tanto fece missioni private in Italia per conto di Hitler. Quando l'Italia si arrese, informò personalmente Hitler. La vendetta di Hitler si riversò su Filippo, che fu imprigionato in un campo di concentramento per prigionieri politici e sulla moglie Mafalda, che fu deportata a Buchenwald, dove morì di una emorragia causata dall'amputazione del braccio.
Il quinto figlio, Cristoforo, fu un convinto sostenitore dello sforzo bellico tedesco, ma dopo la battaglia di Stalingrado, si sentì frustrato dalle limitazioni poste sul suo ruolo nel conflitto e diventò sempre più critico della leadership tedesca. Il regime nazista si rivoltò contro la sua famiglia in quanto aveva intenzione di lasciare il partito nazista; nel 1943 morì in un incidente aereo. Si era sposato con la principessa Sofia di Grecia, una sorella del principe Filippo, futuro marito della regina Elisabetta II.
Margherita perse anche una delle sue nuore durante la guerra. La moglie di Wolfgang, la principessa Marie Alexandra, fu uccisa con altre sette donne in un bombardamento aereo a Francoforte il 29-30 gennaio 1944.

### Ultimi anni e morte
Durante e dopo la seconda guerra mondiale, si prese cura di molti dei suoi nipoti, facendo del castello di Friedrichshof un punto di riferimento familiare.
Morì il 22 gennaio 1954, a Kronberg im Taunus, all'età di 81 anni.

## Discendenza
La principessa Margherita ed il langravio Federico Carlo d'Assia-Kassel ebbero sei figli:
- Federico Guglielmo (1893-1916);
- Massimiliano (1894-1914);
- Filippo (1896-1980), sposò la principessa Mafalda di Savoia;
- Volfango (1896-1989), sposò la principessa Maria Alessandra di Baden;
- Riccardo (1901-1969);
- Cristoforo (1901-1943), sposò la principessa Sofia di Grecia (1914-2001).

## Ascendenza
|                                    |                                     |                                                 | Genitori                                        |  |  | Nonni |  |  | Bisnonni                          |  |  | Trisnonni                        |  |
|                                    |                                     |                                                 |                                                 |  |  |       |  |  | Federico Guglielmo III di Prussia |  |  | Federico Guglielmo II di Prussia |  |
|                                    |                                     |                                                 |                                                 |  |  |       |  |  | Federico Guglielmo III di Prussia |  |  | Federico Guglielmo II di Prussia |  |
|                                    |                                     | Federica Luisa d'Assia-Darmstadt                |                                                 |  |  |       |  |  | Federico Guglielmo III di Prussia |  |  |                                  |  |
| Guglielmo I di Germania            |                                     |                                                 |                                                 |  |  |       |  |  | Federico Guglielmo III di Prussia |  |  |                                  |  |
|                                    |                                     | Luisa di Meclemburgo-Strelitz                   | Carlo II di Meclemburgo-Strelitz                |  |  |       |  |  |                                   |  |  |                                  |  |
|                                    |                                     | Luisa di Meclemburgo-Strelitz                   | Carlo II di Meclemburgo-Strelitz                |  |  |       |  |  |                                   |  |  |                                  |  |
|                                    |                                     | Luisa di Meclemburgo-Strelitz                   | Federica Carolina Luisa d'Assia-Darmstadt       |  |  |       |  |  |                                   |  |  |                                  |  |
| Federico III di Germania           |                                     | Luisa di Meclemburgo-Strelitz                   |                                                 |  |  |       |  |  |                                   |  |  |                                  |  |
|                                    |                                     | Carlo Federico di Sassonia-Weimar-Eisenach      | Carlo Augusto di Sassonia-Weimar-Eisenach       |  |  |       |  |  |                                   |  |  |                                  |  |
|                                    |                                     | Carlo Federico di Sassonia-Weimar-Eisenach      | Carlo Augusto di Sassonia-Weimar-Eisenach       |  |  |       |  |  |                                   |  |  |                                  |  |
|                                    |                                     | Carlo Federico di Sassonia-Weimar-Eisenach      | Luisa Augusta d'Assia-Darmstadt                 |  |  |       |  |  |                                   |  |  |                                  |  |
| Augusta di Sassonia-Weimar         |                                     | Carlo Federico di Sassonia-Weimar-Eisenach      |                                                 |  |  |       |  |  |                                   |  |  |                                  |  |
|                                    |                                     | Marija Pavlovna Romanova                        | Paolo I di Russia                               |  |  |       |  |  |                                   |  |  |                                  |  |
|                                    |                                     | Marija Pavlovna Romanova                        | Paolo I di Russia                               |  |  |       |  |  |                                   |  |  |                                  |  |
|                                    |                                     | Marija Pavlovna Romanova                        | Sofia Dorotea di Württemberg                    |  |  |       |  |  |                                   |  |  |                                  |  |
| Margherita di Prussia              |                                     | Marija Pavlovna Romanova                        |                                                 |  |  |       |  |  |                                   |  |  |                                  |  |
|                                    | Ernesto I di Sassonia-Coburgo-Gotha | Francesco Federico di Sassonia-Coburgo-Saalfeld |                                                 |  |  |       |  |  |                                   |  |  |                                  |  |
|                                    | Ernesto I di Sassonia-Coburgo-Gotha | Francesco Federico di Sassonia-Coburgo-Saalfeld |                                                 |  |  |       |  |  |                                   |  |  |                                  |  |
|                                    | Ernesto I di Sassonia-Coburgo-Gotha | Augusta di Reuss-Ebersdorf                      |                                                 |  |  |       |  |  |                                   |  |  |                                  |  |
| Alberto di Sassonia-Coburgo-Gotha  | Ernesto I di Sassonia-Coburgo-Gotha |                                                 |                                                 |  |  |       |  |  |                                   |  |  |                                  |  |
|                                    |                                     | Luisa di Sassonia-Gotha-Altenburg               | Augusto di Sassonia-Gotha-Altenburg             |  |  |       |  |  |                                   |  |  |                                  |  |
|                                    |                                     | Luisa di Sassonia-Gotha-Altenburg               | Augusto di Sassonia-Gotha-Altenburg             |  |  |       |  |  |                                   |  |  |                                  |  |
|                                    |                                     | Luisa di Sassonia-Gotha-Altenburg               | Luisa Carlotta di Meclemburgo-Schwerin          |  |  |       |  |  |                                   |  |  |                                  |  |
| Vittoria di Sassonia-Coburgo-Gotha |                                     | Luisa di Sassonia-Gotha-Altenburg               |                                                 |  |  |       |  |  |                                   |  |  |                                  |  |
|                                    |                                     | Edoardo Augusto di Hannover                     | Giorgio III del Regno Unito                     |  |  |       |  |  |                                   |  |  |                                  |  |
|                                    |                                     | Edoardo Augusto di Hannover                     | Giorgio III del Regno Unito                     |  |  |       |  |  |                                   |  |  |                                  |  |
|                                    |                                     | Edoardo Augusto di Hannover                     | Carlotta di Meclemburgo-Strelitz                |  |  |       |  |  |                                   |  |  |                                  |  |
| Vittoria del Regno Unito           |                                     | Edoardo Augusto di Hannover                     |                                                 |  |  |       |  |  |                                   |  |  |                                  |  |
|                                    |                                     | Vittoria di Sassonia-Coburgo-Saalfeld           | Francesco Federico di Sassonia-Coburgo-Saalfeld |  |  |       |  |  |                                   |  |  |                                  |  |
|                                    |                                     | Vittoria di Sassonia-Coburgo-Saalfeld           | Francesco Federico di Sassonia-Coburgo-Saalfeld |  |  |       |  |  |                                   |  |  |                                  |  |
|                                    |                                     | Vittoria di Sassonia-Coburgo-Saalfeld           | Augusta di Reuss-Ebersdorf                      |  |  |       |  |  |                                   |  |  |                                  |  |
|                                    |                                     | Vittoria di Sassonia-Coburgo-Saalfeld           |                                                 |  |  |       |  |  |                                   |  |  |                                  |  |